# Polia nigerrima
Polia nigerrima là một loài bướm đêm trong họ Noctuidae.